# PhenomicDB
PhenomicDB є вільною базою даних, що містить інформацію про фенотипи. Вона містить дані для деяких з основних модельних організмів, таких як Homo sapiens, Mus musculus, Drosophila melanogaster та ін. PhenomicDB поєднує та структурує фенотипічні дані з різних загальнодоступних джерел: WormBase, FlyBase, Entrez, MGI та ZFIN з використанням алгоритмів кластеризації.